# 1282.
◄ | 12. stoljeće | 13. stoljeće | 14. stoljeće | ►
◄ | 1250-ih | 1260-ih | 1270-ih | 1280-ih | 1290-ih | 1300-ih | 1310-ih | ►
◄◄ | ◄ | 1279. | 1280. | 1281. | 1282. | 1283. | 1284. | 1285. | ► | ►►
Arhitektura • Astronomija • Glazba • Knjige • Književnost • Kršćanstvo • Medicina • Pravo • Promet • Znanost

## Događaji
- Sicilijanska večernja

## Rođenja
- Aleksije II. Trapezuntski, car Trapezunta od 1297. do 1330. († 1330.)

## Smrti
- 6. ožujka – Janja Praška, češka svetica (* 1211.)

## Vanjske poveznice
|  | Zajednički poslužitelj ima još gradiva o temi 1282. |